# أبو علي الجبائي
أَبُو عَلِيٍّ، مُحَمَّدُ بْنُ عَبْدِ اَلْوَهَّابِ بْنِ سَلَامٍ اَلْجُبَّائِيُّ اَلْبَصْرِيُّ، المعروف بأَبِي عَلِيٍّ اَلْجُبَّائِيُّ. شيخ المعتزلة، ورئيس علماء الكلام في عصره، مؤسس فِرقة الجُبَّائية. ولد سنة 235 هـ \ 849 م بمدينة جُبَّىٰ في محافظة خُوزِستان، وتُوفّي بالبصرة سنة 303 هـ \ 916 م.

## نشأته
انتقل إلى البصرة وهو غلام، وهناك شهد حِلَق المتكلمين، ولزم أبا يعقوب يوسف بن عبد الله الشحّام المتوفى أواخر القرن الثالث الهجري، وكان هذا أحذق الناس في الجدل، انتهت إليه رياسة المعتزلة في البصرة، وعنه أخذ أبو علي الكلام، فنبغ مبكراً وقدر على الجدل والمناظرة في مسائل علم الكلام، شهد له المعتزلة جميعاً بالرياسة بعد أبي الهُذيل العلاف (ت235 هـ)، وكان إلى ذلك فقيهاً ورعاً زاهداً.
حكى ابن جبير القطان قال: «رأيت الناس مجتمعين في مسجدٍ قربنا، فسألتهم، فقالوا: قوم من المتكلّمين يريدون المناظرة وينتظرون مجيء واحد، فلمّا طال بهم المجلس ولم يأتهم الرجل قالوا: أليس هنا من يتكلم؟ - وقد حضر المجلس صقر متكلم المجبرة - فإذا غلام أبيض الوجه وقد زج نفسه في صدر صقر، وقال له: أسألك، فنظر إليه صقر وتعجب من جرأته مع صغر سنّه فقال له: سَلْ، فقال: هل الله يفعل العدل؟ قال: نعم، قال: أفتسميه بفعله العدل عادلاً؟ قال: نعم، قال: فهل يفعل الجور؟ قال: نعم، قال: أفتسميه جائراً؟ قال: لا يصحّ ذلك، قال: فيلزم ألا تسميه بفعله العدل عادلاً.. فانقطع صقر، وجعل الناس يسألون: من هذا؟ فقيل: هو غلام من أهل جُبّى».

## اعتزاله
جعله ابن المرتضى في الطبقة الثامنة في كتابه طبقات المعتزلة، وذكر أن أصحاب الجبائي حرّروا ما أملاه عليهم فوجدوه مئة ألف وخمسين ألف ورقة.
وكان الجبائي يقول: «ليس بيني وبين أبي الهُذيل خلاف إلاّ في أربعين مسألة»، ولم يكن أحد أعظم من أبي الهذيل في مسائل الكلام والدين في عصره، ممّا يدلّ على المكانة العلميّة الرفيعة التي كان الجبائي يرتقيها ويتفرد بها حتّى صار رئيس المعتزلة بالبصرة ونسبت إليه الفرقة الجبائية. ومن معتقداته:
- الجبائي أول من ذكر أنّ القديم هو الله وحده، فإنه لما استدل على نفي الصفات قال: «إنّ الباري سبحانه وتعالى قديم، وقدمه أخصّ وصفه، فلو ثبتت له صفة قديمة لشاركته في أخص الوصف، والاشتراك في الأخصّ يوجب الاشتراك في الأعمّ».
- وهو يقول بنفي رؤية الله بالأبصار في دار القرار، ويقول بإثبات الفعل للعبد خلقاً وإبداعاً، وإضافة الخير والشر والطاعة والمعصية إليه استقلالاً واستبداداً، وأن الاستطاعة قبل الفعل وأن المعرفة وشكر النعم ومعرفة الحسن والقبيح واجبات عقلية وهذه الأقوال ترتبط بفكرة العدل الإلهي عند المعتزلة.
- وكان يتساءل: هل الأشياء تُعلم أشياء قبل كونها؟ وهل تسمى أشياء قبل كونها.
- وكان يرى أن العزم على الكبيرة كبيرة والعزم على الكفر كفر، وكان يرى أن من الذنوب صغائر وكبائر، وأن الصغائر تستحق غفرانها باجتناب الكبائر، وأن الكبائر تحبط الثواب على الإيمان، واجتناب الكبائر يحبط عقاب الصغائر.
- وكان يقف في أبي بكر وعلي بن أبي طالب: أيهما أفضل؟
- وللجبائي آراء فلسفية كثيرة في الجوهر والحركة والروح والأعراض.

من أبرز تلامذته ابنه أبو هاشم الجبائي (ت315 هـ) رئيس فرقة البهشمية، وأبو عبد الله الصيمري (ت315 هـ) وأبو عمر الباهلي (ت300 هـ)، وأشهرهم أبو الحسن الأشعري (ت324 هـ) الذي أخذ عنه الاعتزال وعلم الكلام، ثم كان بينهما خلاف في مسائل أبرزها مسألة نفي الصفات ومسألة خلق القرآن التي أنكرها الأشعري فيما بعد، وكان بينهما مناظرات أدّت في النهاية إلى خروج الأشعري عن المعتزلة.

## مناظراته مع أبي الحسن الأشعري
كان أبو علي الجبائي يرى وجوب فعل الصلاح والأصلح على الله، وكان أبو الحسن الأشعري لا يرى ذلك.. فسأل الأشعري أبا علي يوماً فقال: ما تقول في ثلاثة أخوة، أحدهم كان مؤمناً براً تقياً، والثاني كان كافراً فاسقاً، والثالث مات صبياً؟ فقال أبو علي: أما الزاهد ففي الدرجات، وأما الكافر ففي الدركات، وأما الصبي فمن أهل السلامة. فقال الأشعري: فإن أراد الصغير أن يصعد إلى درجات الزاهد، فهل يؤذن له؟ قال: لا، لأنه يقال له: إن أخاك إنما وصل إلى هناك بعمله. قال: فإن قال: ما التقصير مني؛ فإنك ما أبقيتني، ولا أقدرتني علي الطاعة، قال: يقول الله له: كنت أعلم أنك لو بقيت لعصيت، ولاستحقيت العذاب، فراعيت مصلحتك. قال: فلو قال الأخ الكافر: يارب كما علمت حاله فقد علمت حالي، فلم راعيت مصلحته دوني؟!.. فانقطع الجبائي.
و يعلق ابن خليكان الذي كان أشعري المذهب، بعد ذكره لهذه المناظرة في وفيات الأعيان، فيقول: هذه المناظرة دالة على أنّ الله خصّ من شاء برحمته، وخصّ آخر بعذابه، وأنّ أفعاله غير معللة بشيء من الأغراض.
و مما كان بينهما من المناظرات مناظرة ذكرها السبكي في طبقات الشافعية في مسالة جواز تسمية الله عاقلاً أو عدمه، وهل يعتمد فيها القياس العقلي أو الشرعي.. دخل رجل على الجبائي فقال: هل تجوز تسمية الله عاقلاً؟ فقال الجبائي: لا؛ لأن العقل مشتق من العقال، وهو المانع، والمنع في حقه سبحانه محال، فامتنع الإطلاق. فقال له الأشعري: على قياسك لا تجوز تسميته حكيماً، لأن هذا الاسم مشتق من (حكمة اللجام) وهي الحديدة المانعة للدابة عن الخروج، ويشهد لذلك قول حسان بن ثابت:
فنحكم بالقوافي من هجانا \\ ونضرب حين تختلط الدماء
و قول الآخر:
أبني حنيفة حكموا سفهائكم \\ إني اخاف عليكم ان أغضبا
قال الأشعري: أي نمنع بالقوافي من هجانا، وامنعوا سفهائكم. فإذا كان اللفظ مشتق من المنعن والمنع على الله محال، لزمك ان تمنع إطلاق (حكيم) عليه سبحانه. فقال الجبائي: فلم منعت هذا وأجزت ذاك؟ فقال الأشعري: إن طريقي في مأخذ أسماء الله، الإذن الشرعي دون القياس اللغوي، فأطلقت (حكيماً) لأن الشرع أطلقه، ومنعت (عاقلاً) لأن الشرع منعه، ولو أطلقه لأطلقته.

## مصنفاته
أبو علي الجبائي صاحب تصانيف عديدة، منها: كتاب: «الأصول», وكتاب : «النهي عن المنكر», وكتاب : «التعديل والتجويز», وكتاب : «الاجتهاد», وكتاب : «الأسماء والصفات», وكتاب : «التفسير الكبير», وكتاب : «النقض على ابن الراوندي», وكتاب : «الرد على ابن كلاب»، كتاب : «الرد على المنجمين»، وكتاب : «من يكفر ومن لا يكفر»، وكتاب : «شرح الحديث».

## كتب أخرى يمكن الرجوع إليها
- فضل الاعتزال، أبو القاسم الكعبي
- المعتزلة والفكر الحر، عادل العوا